# スズメダイ科
スズメダイ科 （Pomacentridae） は、スズキ目スズキ亜目の下位分類群のひとつ。かつてはベラ亜目のなかに含まれていたことがあるが、現在は縁遠いものとされている。
4亜科・29属・400種類以上が知られ、おもに熱帯地方の浅い海に分布する。その中にはイソギンチャクと共生することで有名なクマノミ類も含まれる。鮮やかな色をした種類が多く、観賞魚としてよく飼育される。模式属は、ソラスズメダイ属 (Pomacentrus)。学名は「鰓蓋＋棘」を意味する。

## 分布と生息地
本科魚類は全世界の熱帯海域から亜熱帯海域に分布するが、主にインド西太平洋（東アフリカからポリネシアまで）の熱帯海域で多くの種がみられる。ガリバルディなどいくつかの種は亜熱帯海域でも見られる。
大部分の種は水深2-15mの浅瀬に生息するが、パラオに生息する Chromis abyssus などの一部の種は水深100mを超える場所からも知られている。砂浜、ラグーン、サンゴ礁のドロップオフなどに生息する。サンゴは外敵などから身を守るシェルターとして使用され、多くの種はサンゴの存在下で生存できる。河口付近の汽水域に生息する種もいる。

## 形態
体は側扁した円形に近い楕円形で、側線は不明瞭である。鼻孔は一対または二対。口は小さく円錐またはへら型の歯が1-2列ある。
体色は多彩で、黄色、赤、オレンジ、青など明色の種が多いくすんだ茶色、黒、灰色の種もいる。幼魚、若魚は成魚と違い体色が明るい場合が多い。

## 生態
雑食性または草食性であり、藻類、プランクトン、底生の小型甲殻類を捕食する。アツクチスズメダイなどはサンゴを捕食することも知られている。また、掃除魚であるハゼの一種と共生関係にあり、体表の寄生虫を捕食してもらう行動が知られる。
縄張り意識が強く、クロソラスズメダイやルリホシスズメダイなどは、餌とする糸状紅藻イトグサ属などを植え、他の海藻を除藻し、他の藻食者を追い払い、藻園の縄張りを作ることから「農業を行う魚」と呼ばれる。
繁殖の際、オスが藻類などを除去し巣を作る種がいる。オスはメスに対して追いかけたり鰭を広げるなどしてアピールをし、メスは粘着性のある50-1000個の卵を産む。オスはメスが卵を産む間、メスの後ろを泳ぎ、体外受精を行う。
オスは卵が孵化するまでに2-7日間巣を守る。稚魚は透明で、体長は2-4mmほどである。稚魚は一週間から一か月ほど外洋で生活する。寿命は飼育下で最長18年であるが、野生では10-12年ほどと推測されている。

## 分類
本科は2023年時点で4亜科29属または30属419種が属するとされている。従来のクマノミ亜科はソラスズメダイ亜科に含まれ、ハナダイダマシ亜科はイシガキスズメダイ亜科に含まれる。
- スズメダイ亜科 Chrominae
  - ササスズメダイ属 Azurina
  - スズメダイ属 Chromis

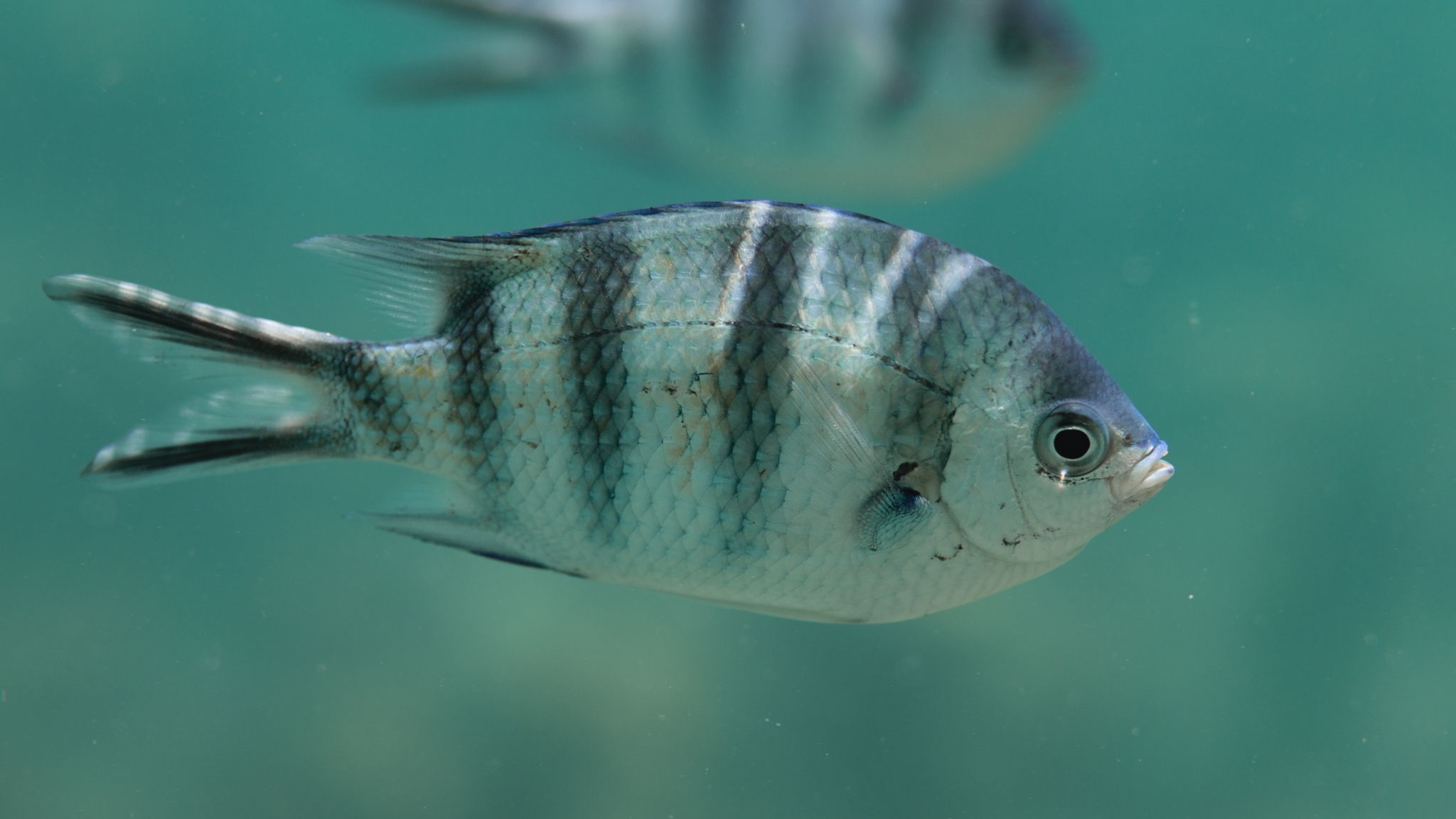
ロクセンスズメダイ Abudefduf sexfasciatus

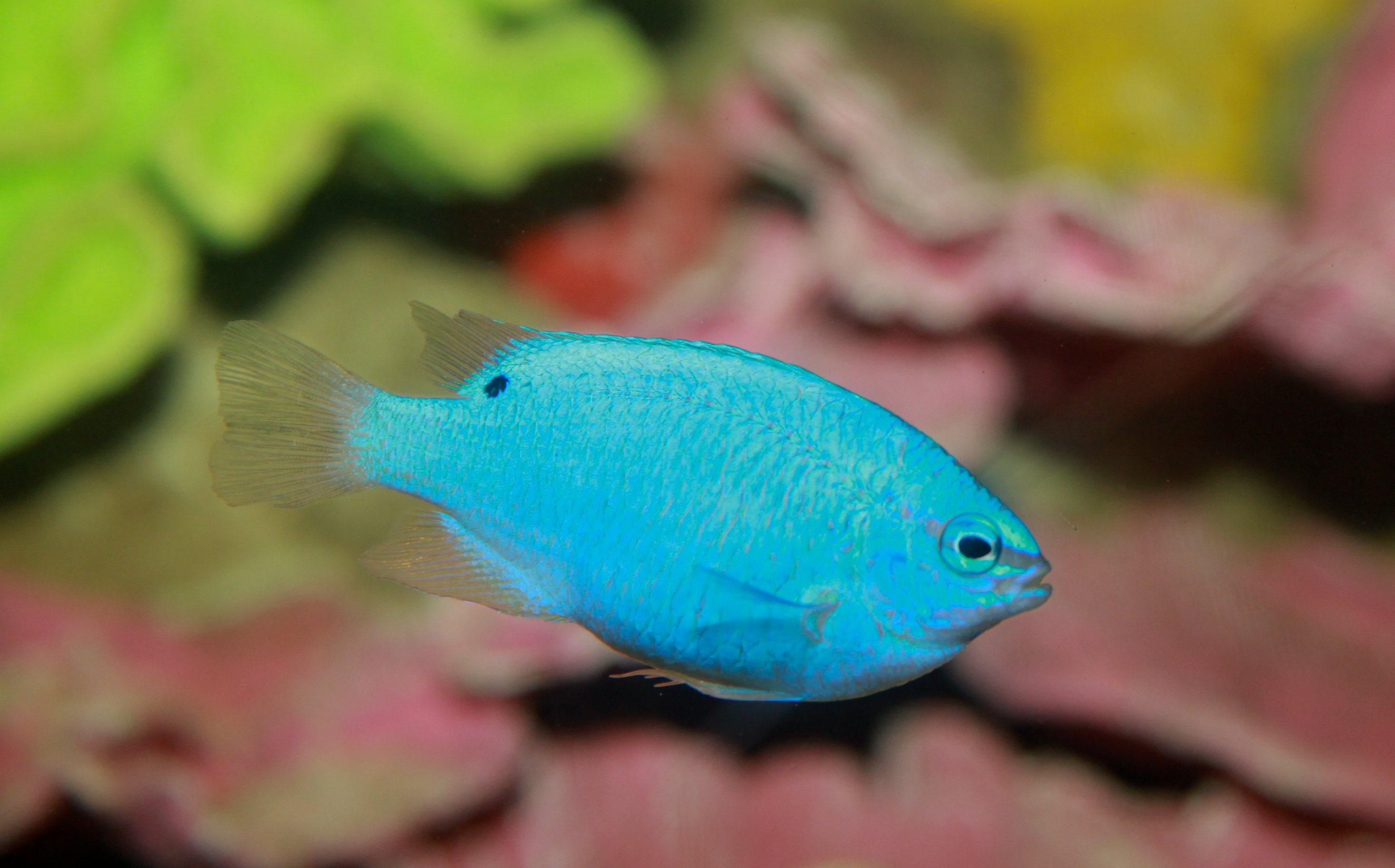
ルリスズメダイ Chrysiptera cyanea

  - ミスジリュウキュウスズメダイ属 Dascyllus
  - ヒメスズメダイ属 Pycnochromis
- オヤビッチャ亜科 Glyphisodontinae
  - オヤビッチャ属 Abudefduf
- イシガキスズメダイ亜科 Microspathodontinae
  - Hypsypops 属
  - ハナダイダマシ属 Lepidozygus
  - Mecaenichthys 属
  - Microspathodon 属
  - Nexilosus 属
  - Parma 属
  - イシガキスズメダイ属 Plectroglyphidodon
  - Similiparma 属
  - クロソラスズメダイ属 Stegastes
- ソラスズメダイ亜科 Pomacentrinae
  - クマノミ属 Amphiprion (Premnas 属を独立させる意見もある)
  - アツクチスズメダイ属 Cheiloprion
  - ルリスズメダイ属 Chrysiptera
  - ダンダラスズメダイ属 Dischistodus
  - オキナワスズメダイ属 Pomachromis
  - Acanthochromis 属
  - Altrichthys 属
  - クラカオスズメダイ属 Amblyglyphidodon
  - スズメダイモドキ属 Hemiglyphidodon
  - ヒレナガスズメダイ属 Neoglyphidodon
  - ミスジスズメダイ属 Amblypomacentrus
  - リボンスズメダイ属 Neopomacentrus
  - ソラスズメダイ属 Pomacentrus
  - オキスズメダイ属 Pristotis
  - スジスズメダイ属 Teixeirichthys

## おもな種類
スズメダイ
学名：Chromis notata
ソラスズメダイ
デバスズメダイ
学名：Chromis viridis
全長8cmほどで、全身が薄い青緑色をしている。西太平洋に分布する。自然下では浅いサンゴ礁で群泳しているのが見られる。性質はおとなしく、丈夫で餌付きもよい。
ルリスズメダイ
学名：Chrysiptera cyanea
飼育者の間では「コバルトスズメ（ダイ）」という別名も知られている。名のとおり全身が鮮やかな瑠璃色をしている。尾びれが透明なのがメスで、尾びれまで瑠璃色なのがオス。全長6cmほどになる。
クジャクスズメダイ
学名：Pomacentrus pavo
ルリスズメダイの瑠璃色を薄くしたような体色をしている。日本近海ではまれで、フィリピンなどに生息する。全長8cmほどになる。
ミスジリュウキュウスズメダイ
学名：Dascylls aruanus
白地に黒い線が入るスズメダイ。自然下では、サンゴの周囲を数十匹の群れで生活している。
オヤビッチャ
学名：Abudefduf vaigiensis
全長は20cmに達する。体側に5本の黒い横しまが入るのが特徴である。地色は灰色だが、背中は黄色を帯びる。インド洋から西太平洋にかけての熱帯域に広く分布し、日本では千葉県以南に多い。英名はSergent（サージェント）。
ロクセンスズメダイ
学名：Abudefduf sexfasciatus
白地に黒い線が入る。オヤビッチャに似ているが、黄色がなく、尾びれの上下の端に黒い線が入ることで見分けることができる。インド洋や中・西部太平洋に分布する。
ミツボシクロスズメダイ
学名：Dascyllus trimaculatus
黒地に白いスポットが額と両側面に合計三つある。クマノミの仲間以外でイソギンチャクに共生する種として知られている。西部太平洋に分布している。全長15cm。
クロスズメダイ
学名：Neoglyphidodon melas
幼漁期は薄いピンクの体の頭部から背部が黄色く、青い腹ビレに濃紺の線が入る。成魚では体色が著しく変化し、黒一色になる。また、成長するにつれて攻撃的になる。
ガリバルディ
学名：Hypsypops rubicunda
スズメダイの仲間としては非常に大きくなり、全長は25cmほどになる。幼魚はオレンジ色の地色に瑠璃色の小斑点が点在するが、成魚になるとオレンジ一色になる。東部太平洋に生息するが、生息域が限られている。
クロソラスズメダイ
学名：Stegastes nigricans
紅藻のイトグサの一種を餌としているが、餌場で他の藻類が育ってしまうと抜き取る等してイトグサを育てていることを京都大学の研究グループが確認し、2006年8月に発表した。魚類が藻類を育てることが確認された初めての例。

## 利用
青や緑、黄色などカラフルな模様の種が多く、観賞魚として飼育される種も多い。とくにカクレクマノミは観賞魚としてよく知られ、現在では繁殖個体も販売されている。ルリスズメダイやシリキルリスズメダイは青い体が美しいものの、ほかの魚を攻撃することがあるため、混泳には注意を要する。小型のものが多いが、比較的大きくなるスズメダイやアマミスズメダイといったスズメダイ科の魚は食用として利用されている。